# Lost (singel)
Lost (styl. LOST) – singel polskiego rapera Sentino i polskiej raperki Fagaty, który został wydany 23 maja 2025 wydaniem własnym za pośrednictwem MUGO.

## Geneza i historia wydania
Utwór został napisany oraz wykonany przez Sentino i Fagatę. Natomiast za kompozycję, miks, mastering odpowiada Artur Ociepka, a za produkcję – Beathoven.
Wydanie ukazało się w formacie digital download oraz w streamingu w Polsce 23 maja 2025. Za wydanie singla odpowiada Sentino (jako Sicario$$), który wydał utwór jako artysta niezależny za pośrednictwem MUGO.

## Twórcy
Opracowano na podstawie materiałów źródłowych.
- Sentino – wokal, tekst
- Fagata – wokal, tekst
- Artur Ociepka – kompozycja, miks, mastering
- Beathoven – produkcja

## Lista utworów
- Digital download[5]

1. „Lost” – 2:59

## Teledysk
Do utworu powstał teledysk, który udostępniono 23 maja 2025 za pośrednictwem serwisu YouTube.

## Notowania

### Pozycja na tygodniowych listach
| Kraj   | Lista                    | Pozycja |
| ------ | ------------------------ | ------- |
| Polska | OLiS – single w streamie | 30      |